# Mac OS
Mac OS (stiliserat som macOS), tidigare kallat OS X och innan det Mac OS X, är en familj närbesläktade operativsystem från Apple för bland annat persondatorer under varumärket Mac. I princip alla datorer från Apple har sedan år 2001 levererats med den senaste versionen av Mac OS förinstallerad. Mellan 6% och 14% av världens persondatorer uppskattas använda Mac OS (2021).

## Namn
Operativsystemets ursprungliga benämning Mac OS X syftade dels på versionsnumret (det nya operativsystemet efterträdde version 9 av det gamla Mac OS Classic), dels på att man nu använde en Unix-kärna (jfr UN*X).
Från år 2012 (då OS X 10.8 "Mountain Lion" gavs ut) till 2016 kallade Apple operativsystemet OS X. Sedan version 10.12 "Sierra" (utgiven 2016) kallar Apple operativsystemet för "macOS".

## Teknik

Systemets uppbyggnad (juni 2006).

Mac OS X bygger på Unix-varianten Darwin, kärnan Mach, användargränssnittet Aqua och har hämtat en hel del inspiration från Openstep (tidigare Nextstep). Mac OS X är sålunda vad gäller underliggande teknik mer besläktat med operativsystemet FreeBSD än med föregångaren Mac OS Classic.
Bokstaven "X" i Mac OS X anspelar såväl på siffran tio som på Unix. Varje version av Mac OS X har under utvecklingen haft ett arbetsnamn efter ett stort kattdjur tills Mac OS X 10.9 som döptes till Mavericks. Sedan Mac OS X 10.2 har dessa namn även använts officiellt i marknadsföringen.
Det går även att installera andra operativsystem på Apples datorer. Det är tekniskt möjligt, men inte självklart tillåtet, att installera Mac OS X på datorer från andra leverantörer än Apple.
Med systemet medföljer programmen Adressbok, Bildinsamling, DVD-spelare, Förhandsvisning, Ical, Ichat, Isync, Itunes, Kalkylator, Kom-ihåg-lappar, Mail, Quicktime, Safari, Sherlock, Textredigerare och Typsnittsbok. I senare versioner medföljer även Automator, Dashboard, Dictionary, Front Row, Photo Booth och Spotlight. Dessutom ingår utvecklingsverktyget Xcode, med stöd för programmeringsspråken C++, C, Objective-C, Java och Applescript.
Mac OS X stödjer WLAN-standarderna IEEE 802.11 med tilläggen a (sedan 2006/07), b (sedan 1999), g (sedan 2003) och n (sedan 2006/07) under namnen Airport respektive Airport Extreme. Dessutom finns ett bra stöd för Bluetooth. Nätverksprotokollet Bonjour hittar automatiskt andra datorer i nätverket med funktionen påslagen.
Bland övriga funktioner märks fönstersystemet X11, skrivarsystemet CUPS, webbservern Apache, en utvecklingsmiljö med GCC-kompilatorn samt nätverksstandarderna SMB, RTSP, LDAP, SSL, FTP och SSH. Mac-användare har ofta svårt att överföra data mellan Android och macOS, eftersom båda systemen inte är designade för att fungera tillsammans. Här kan MacDroid hjälpa dig.
Mac OS X var länge förskonat från datorvirus, maskar och trojaner. Toms Hardware Guide rapporterade den 17 februari 2006 att de hade funnit den första malware-kandidaten. För att aktivera den skadliga koden måste användaren klicka på en JPG-ikon och sedan ge sitt lösenord. De flesta Mac OS X-användare antogs dock förstå att låta bli, varvid denna kandidat snarast kunde uppfattas som en påminnelse om att vara försiktig med det man laddar ner.

## Versioner i urval

### Tabellöversikt
| Version                            | Kodnamn            | Förannonserad    | Lanserad          | Senaste version                                                       |
| ---------------------------------- | ------------------ | ---------------- | ----------------- | --------------------------------------------------------------------- |
| Rhapsody utvecklarutgåva           | Grail1Z4 / Titan1U |                  | 31 augusti 1997   | DR2 (14 maj 1998)                                                     |
| OS X Server 1.0                    | Hera               |                  | 16 mars 1999      | 1.2v3 (27 oktober 2000)                                               |
| Mac OS X utvecklar-förhandsversion |                    | 11 maj 1998      | 16 mars 1999      | DP4 (5 april 2000)                                                    |
| Mac OS X öppen beta                | Kodiak             |                  | 13 september 2000 | (USA: build 1H39, övriga länder: build 2E14)                          |
| Mac OS X 10.0                      | Cheetah            |                  | 24 mars 2001      | 10.0.4 (build 4Q12, 22 juni 2001)                                     |
| Mac OS X 10.1                      | Puma               | 18 juli 2001     | 15 september 2001 | 10.1.5 (build 5S60, 6 juni 2002)                                      |
| Mac OS X 10.2                      | Jaguar             | 6 maj 2002       | 24 augusti 2002   | 10.2.8 (build 6R73, 3 oktober 2003)                                   |
| Mac OS X 10.3                      | Panther            | 23 juni 2003     | 24 oktober 2003   | 10.3.9 (build 7W98, 15 april 2005)                                    |
| Mac OS X 10.4                      | Tiger              | 4 maj 2004       | 29 april 2005     | 10.4.11 (PowerPC: build 8S165, Intel: build 8S2167. 14 november 2007) |
| Mac OS X 10.5                      | Leopard            | 26 juni 2006     | 26 oktober 2007   | 10.5.8 (build 9L31a, 5 augusti 2009)                                  |
| Mac OS X 10.6                      | Snow Leopard       | 9 juni 2008      | 28 augusti 2009   | 10.6.8 v1.1 (build 10K549, 25 juli 2011)                              |
| Mac OS X 10.7                      | Lion               | 20 oktober 2010  | 20 juli 2011      | 10.7.5 (build 11G63, 29 september 2012)                               |
| OS X 10.8                          | Mountain Lion      | 16 februari 2012 | 25 juli 2012      | 10.8.5 (build 12F45, 3 oktober 2013)                                  |
| OS X 10.9                          | Mavericks          | 10 juni 2013     | 22 oktober 2013   | 10.9.5 (build 13F34, 18 september 2014)                               |
| OS X 10.10                         | Yosemite           | 2 juni 2014      | 16 oktober 2014   | 10.10.5 (build 14F27, 13 augusti 2015)                                |
| OS X 10.11                         | El Capitan         | 8 juni 2015      | 30 september 2015 | 10.11.6 (build 15G31, 18 juli 2016)                                   |
| macOS 10.12                        | Sierra             | 13 juni 2016     | 20 september 2016 | 10.12.6 (build 16G29, 19 juli 2017)                                   |
| macOS 10.13                        | High Sierra        | 5 juni 2017      | 25 september 2017 | 10.13.3 (build 17G11023 eller 17D2047, 28 januari 2020)               |
| macOS 10.14                        | Mojave             | 4 juni 2018      | 24 september 2018 | 10.14.6 (build 18G3020, 28 januari 2020)                              |
| macOS 10.15                        | Catalina           | 3 juni 2019      | 7 oktober 2019    | 10.15.7 (build 19H2026, 20 juli 2022)                                 |
| macOS 11                           | Big Sur            | 22 juni 2020     | 12 november 2020  | 11.7.10 (build 20G1427, 11 september 2023)                            |
| macOS 12                           | Monterey           | 7 juni 2021      | 25 oktober 2021   | 12.7.6 (build 21H1320, 29 juli 2024)                                  |
| macOS 13                           | Ventura            | 6 juni 2022      | 24 oktober 2022   | 13.7.6 (build 22H527, 12 maj 2025)                                    |
| macOS 14                           | Sonoma             | 5 juni 2023      | 26 september 2023 | 14.7.6 (build 23H527, 12 maj 2025)                                    |
| macOS 15                           | Sequoia            | 10 juni 2024     | 16 september 2024 | 15.5 (build 24F74, 12 maj 2025)                                       |
| macOS 26                           | Tahoe              | 9 juni 2025      | Hösten 2025       | 26.0 Beta 2 (build 23A5276F, 23 juni 2025)                            |

### 10.0 "Cheetah"
Mac OS X 10.0 "Cheetah" släpptes den 24 mars 2001. Det var långtifrån en färdig produkt och många av dagens program saknades.

### 10.1 "Puma"
Mac OS X 10.1 "Puma" släpptes den 25 september 2001 som en gratis uppgradering. Nu tillkom självklara funktioner som DVD-spelare. Fortfarande led systemet dock av dålig prestanda.

### 10.2 "Jaguar"
Mac OS X 10.2 "Jaguar" släpptes den 24 augusti 2002. Med bättre prestanda och stabilitet, ett nytt elegant utseende och kraftfulla förbättringar var Mac OS X äntligen användbart. Bland de nya tekniker som tillkom kan nämnas Rendezvous och Quartz Extreme. Dessutom gjorde Ichat entré.

### 10.3 "Panther"
Mac OS X 10.3 "Panther" släpptes den 24 oktober 2003. Bland nyheterna kan nämnas ett omarbetat Finder, fönsterhanteraren Exposé och filkrypteringsprogrammet Filevault. Dessutom integrerades webbläsaren Safari i systemet.

### 10.4 "Tiger"
Mac OS X 10.4 "Tiger" släpptes den 29 april 2005. Bland nyheterna märktes Automator, Dashboard och Spotlight. Nu introducerades även Voiceover, en teknik som bland annat inkluderar en syntetisk röst som kan läsa upp texten på skärmen. Under ytan tillkom Core Image och Core Video samt utökat 64-bitarsstöd. Tiger kom också att implementera stöd för Intels x86-arkitektur i samband med Apples övergång från PowerPC-arkitekturen till x86 under 2006.

### 10.5 "Leopard"
Mac OS X 10.5 Leopard släpptes den 26 oktober 2007. Bland nyheterna finner man bland annat Time Machine som är ett program för automatisk säkerhetskopiering, samt att Leopard är den första versionen av Mac OS X som i sin helhet är ett 64-bitars operativsystem och den första med rätt att bli kallad UNIX®. Dessutom finns stöd för virtuella skrivbord under namnet Spaces. Vidare kan Leopard läsa filsystemet ZFS, dock inte skriva till ZFS-formaterade lagringsmedium. Detta trots att Suns VD Jonathan Schwartz redan den 6 juni 2007 antydde att ZFS till och med skulle vara det förvalda filsystemet vid nyinstallation. Istället är det ålderstigna HFS+ fortfarande det förvalda filsystemet. Leopard inkluderar också den första skarpa versionen av Boot Camp, som medger möjligheten att installera och starta upp ("boota") en Macintosh med Microsofts Windows XP eller Windows Vista utan att behöva tredjepartsprogram för virtualisering.

### 10.6 "Snow Leopard"
Mac OS X 10.6 "Snow Leopard" släpptes den 8 juni 2009. Apple gick tidigt ut med att säga att de inte kommer införa så mycket nya funktioner i Snow Leopard, utan istället ska satsa på att förbättra prestandan i operativsystemet. I och med lanseringen av Snow Leopard upphörde också stödet för PowerPC-processorer, och Snow Leopard kan alltså endast köras på Intel-processorer. Detta bekräftades den 8 juni 2009 när datum för säljstarten offentliggjordes vid WWDC.

### 10.7 "Lion"
Mac OS X 10.7 "Lion" släpptes den 20 juli 2011. Några att nämna av nyheterna i Mac OS X Lion är möjligheten att köra applikationer i fullskärm, Mission Control där man får en överblick över öppna program och fönster, Launchpad som gör det enklare att hitta och öppna sina program på ett sätt som liknar hemskärmen i IOS, samt Resume som kommer ihåg vilka program och dokument du har öppna när du stänger av datorn för att kunna fortsätta arbeta på samma ställe när du sedan startar om. Lion är den första versionen av Mac OS X som kräver en 64-bitars Intel-processor.

### 10.8 "Mountain Lion"
OS X 10.8 "Mountain Lion" släpptes den 25 juli 2012. Den tillkännagavs den 16 februari 2012 och samtidigt gjordes en förhandsversion tillgänglig för utvecklare. OS X 10.8 innehåller bland annat funktioner från IOS 5 så som notiser och påminnelser. Även AirPlay-spegling görs tillgänglig för Macar från 2011 och framåt. Systemkravet är snarlikt för Mac OS X 10.7, men ställer något högre krav på grafikprocessorer vilket innebär att vissa Mac-datorer från åren 2006–2008 inte kommer att vara kompatibla. Den fulla kraften ur OS X 10.8 kommer dock inte märkas förrän IOS 6 lanseras och man kan hålla IOS ännu närmare OS X med Icloud. Något som påbörjades i OS X 10.7 och IOS 5 men som inte ska ha varit tillräckligt utvecklat.

### 10.9 "Mavericks"
OS X 10.9 "Mavericks" släpptes den 22 oktober 2013. Mavericks presenterades i sin första utvecklarversion vid öppningstalet för Apples årliga utvecklarkonferens den 10 juni 2013 med utlovad släpp-datum "hösten 2013". Under släppet meddelade Apple att Mavericks är en gratis uppgradering. Bland nyheterna märks en uppdaterad Finder med flikar och stöd för att hitta och söka efter filer via etiketter. Dessutom innehåller Mavericks en uppdaterad version av webbläsaren Safari, samt Mac-versioner av Apple Maps och iBooks. Systemkravet för konsumentversionen kommunicerades aldrig ut när första utvecklarversionen släpptes i juni 2013, men den första utvecklarversionen visade sig ha samma systemkrav som för Mac OS X 10.8 enligt utvecklare som granskat hårdvarukravet. Operativsystemet bär namn efter Mavericks beläget strax norr om Half Moon Bay i Kalifornien och känd för sina goda möjligheter till surfing.

### 10.10 "Yosemite"
OS X 10.10 "Yosemite" släpptes den 16 oktober 2014. Yosemite presenterades i sin första utvecklarversion vid öppningstalet för Apples årliga utvecklarkonferens den 2 juni 2014 med utlovat släppdatum "hösten 2014". I likhet med föregångaren "Mavericks" blir även "Yosemite" en gratis uppgradering för kompatibla datorer. Systemkravet för "Yosemite" utannonserades aldrig när den första utvecklarversionen presenterades den 2 juni 2014. Största synbara nyheten är den stora utseendeförändringen som gör utseendet hos "Yosemite" snarlikt det utseende som introducerades i IOS 7 som släpptes hösten 2013. Alla program som ingår i OS X har blivit omarbetade till en mer IOS 7-liknande design. Detta gäller även programmens ikoner. Operativsystemet bär namn efter Yosemite nationalpark belägen i Mariposa County, Tuolumne County och Madera County i delstaten Kalifornien.

### 10.11 "El Capitan"
OS X 10.11 "El Capitan" annonserades den 8 juni 2015 som en vidareutveckling av OS X 10.10 Yosemite. Konsumentversionen släpptes 30 september 2015 på Mac App Store. Namnet har versionen fått efter den mest kända bergstoppen i nationalparken Yosemite (se ovan).

### 10.12 "Sierra"
Den 13 juni 2016 utannonserade Apple Mac OS 10.12 Sierra och slutade därmed att benämna operativsystemet som OS X. En av de största nyheterna är att den digitala röstassistenten Siri nu finns tillgänglig på Mac. Operativsystemet lanserades den 20 september 2016. Därefter har följande kostnadsfria mini-uppdateringar släppts via Mac App Store: v10.12.1 (24 oktober 2016) samt v10.12.2 (13 december 2016).

### 11.0 "Big Sur"
Den 22 juni 2020 utannonserade Apple Mac OS 11 "Big Sur" vid sin årliga utvecklarkonferens (WWDC). Den mest märkbara nyheten i Big Sur är den nya designen som enligt Apple gör deras plattformar mer lika, bland annat har Mac OS fått Control Center, vilket började som en funktion i IOS. I samband med annonseringen av Mac OS 11 valde Apple att presentera att de byter till egenutvecklade ARM-baserade processorer i nya Macar. Mac OS 11 "Big Sur" blev den första systemversionen som går att köra på ARM, men lanserades även för Intel-Macar. För att underlätta övergången till ARM-baserade Macar inkluderar Big Sur därför ett verktyg som heter "Rosetta 2" som möjliggör att programkod kompilerad för Intel-baserade Macar även kan köras på ARM-baserade Macar. Ett liknande verktyg användes vid övergången från PowerPC till Intel runt 2006 som också hette Rosetta, därav namnet "Rosetta 2".

## Mac OS X Server
Mac OS X Server var den första kommersiella Mac OS X-produkten. Den första versionen släpptes tidigt år 1999 och fick versionsnummer 1.0. Sedan Mac OS X 10.0 släpptes har Mac OS X Server uppdaterats parallellt och fått samma versionsnummer. Sedan Mac OS X Server 10.7 krävs att man har klientversionen Mac OS X 10.6.6 eller senare installerad på datorn; först därefter kan Mac OS X Server 10.7 installeras.

## IOS för Iphone, Ipad & Ipod Touch
Apples mobila enheter det vill säga Iphone, Ipad och Ipod kör en version som kallas IOS, vars storlek är ungefär 500 megabyte. Tidigare versioner (innan version 3) kallades Iphone OS. Skillnaden i storlek mellan IOS och OS X beror på att funktionalitet som telefonen inte stödjer har tagits bort.

## Mac OS X för Apple TV
Apples TV-box Apple TV har en nerbantad version av Mac OS X 10.4.7, men den innehåller ändå tillräckligt mycket för att kunna starta en riktig Mac.
Apple TV 2G (2010) och 3G (2012) kör samma OS som Iphone det vill säga IOS.
Apple TV 4 och 5 kör ett eget OS (tvOS) som är baserat på IOS.

## Stöd för processorarkitekturer
- ARM: versioner 11.0 och framåt
- x86-64: versioner 10.4.7 och framåt
- IA-32: versioner 10.4.4 fram till 10.6.8
- PowerPC: versioner 10.0 fram till 10.5.8